# 懸垂物安全指針・同解説
懸垂物安全指針・同解説（けんすいぶつあんぜんししん・どうかいせつ）とは、屋内に懸垂される装置、装飾等(懸垂物)に関する安全指針とその解説である。
1988年（昭和63年）1月5日、東京都港区六本木のディスコ「トゥーリア」で発生した照明落下事故を踏まえ日本建築センターによりとりまとめられた。
現在も日本建築センターより入手できる。
劇場の舞台、演出空間等で不特定多数の観客に危害をおよぼす恐れのない場所に設けられるものは適用除外となっており、この分野に関してはJATET規格として、「JATET-M-6030-3 吊物機構安全指針・同解説」が定められている。

## 「懸垂物安全指針」について
「懸垂物安全指針」について（けんすいぶつあんぜんししんについて、平成元年5月16日建設省住指発第157号、第158号）とは、上記指針について解説した建設省住宅局建築指導課長通達。